# Liste der Monuments historiques in Luchapt
Die Liste der Monuments historiques in Luchapt führt die Monuments historiques in der französischen Gemeinde Luchapt auf.

## Liste der Objekte
| Bezeichnung             | Beschreibung    | Standort                        | Kennzeichnung | Schutzstatus | Datum | Bild |
| ----------------------- | --------------- | ------------------------------- | ------------- | ------------ | ----- | ---- |
| Ölgemälde Saint-Hilaire | 19. Jahrhundert | in der Kirche St-Hilaire (Lage) | PM86001581    | Inscrit      | 2016  |      |